# Алголсхајм
Алголсхајм (фр. Algolsheim) насеље је и општина у источној Француској у региону Алзас, у департману Горња Рајна која припада префектури Колмар.
По подацима из 2011. године у општини је живело 1.181 становника, а густина насељености је износила 163,69 становника/km². Општина се простире на површини од 7,22 km². Налази се на средњој надморској висини од 191 метар (максималној 199 m, а минималној 190 m).

## Демографија
| 1962. | 1968. | 1975. | 1982. | 1990. | 1999. | 2011. |
| ----- | ----- | ----- | ----- | ----- | ----- | ----- |
| 309   | 312   | 404   | 495   | 671   | 982   | 1.181 |

График промене броја становника у току последњих година